# Koki Mizuno
Koki Mizuno (japonsko 水野 晃樹), japonski nogometaš, * 6. september 1985.
Za japonsko reprezentanco je odigral štiri uradne tekme.